# 顿巴斯

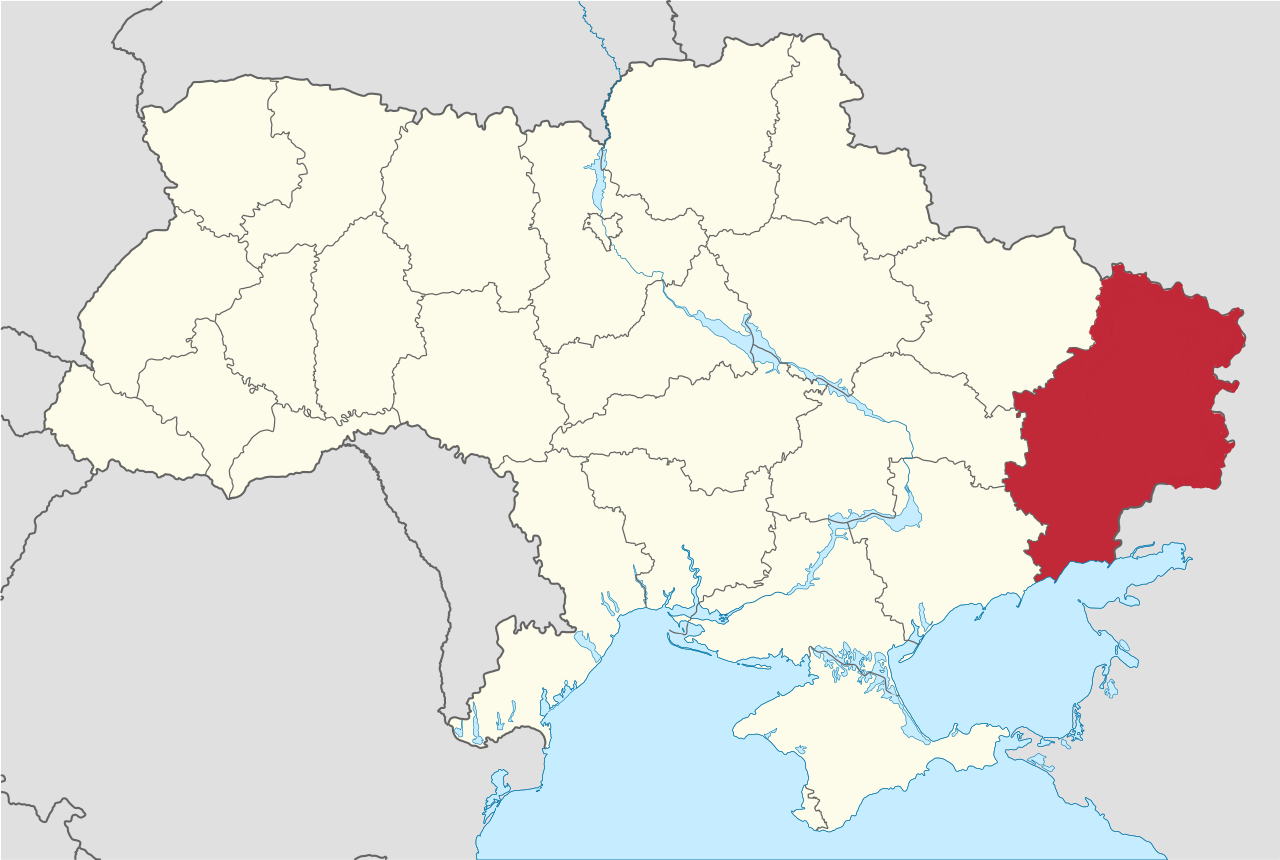
顿巴斯在乌克兰位置。

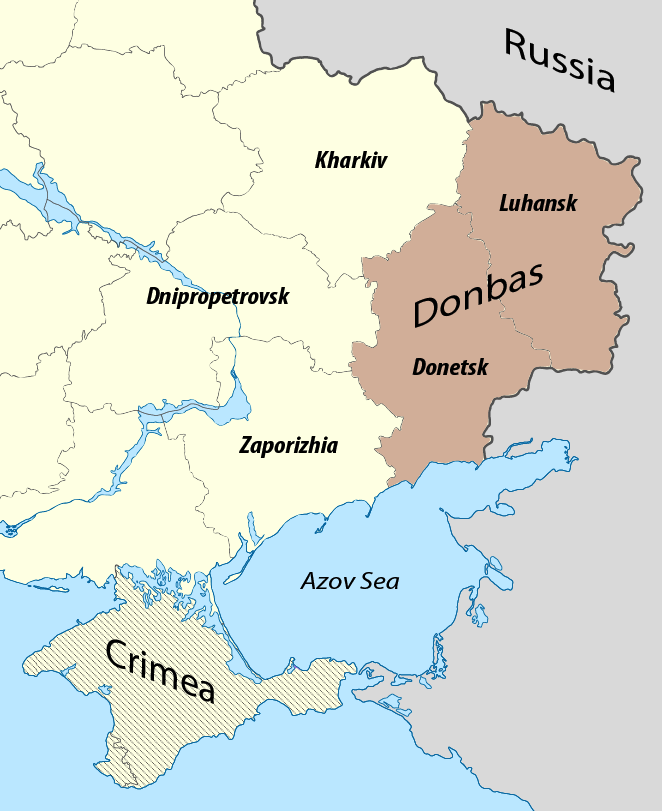
頓巴斯地區在烏克蘭的位置，

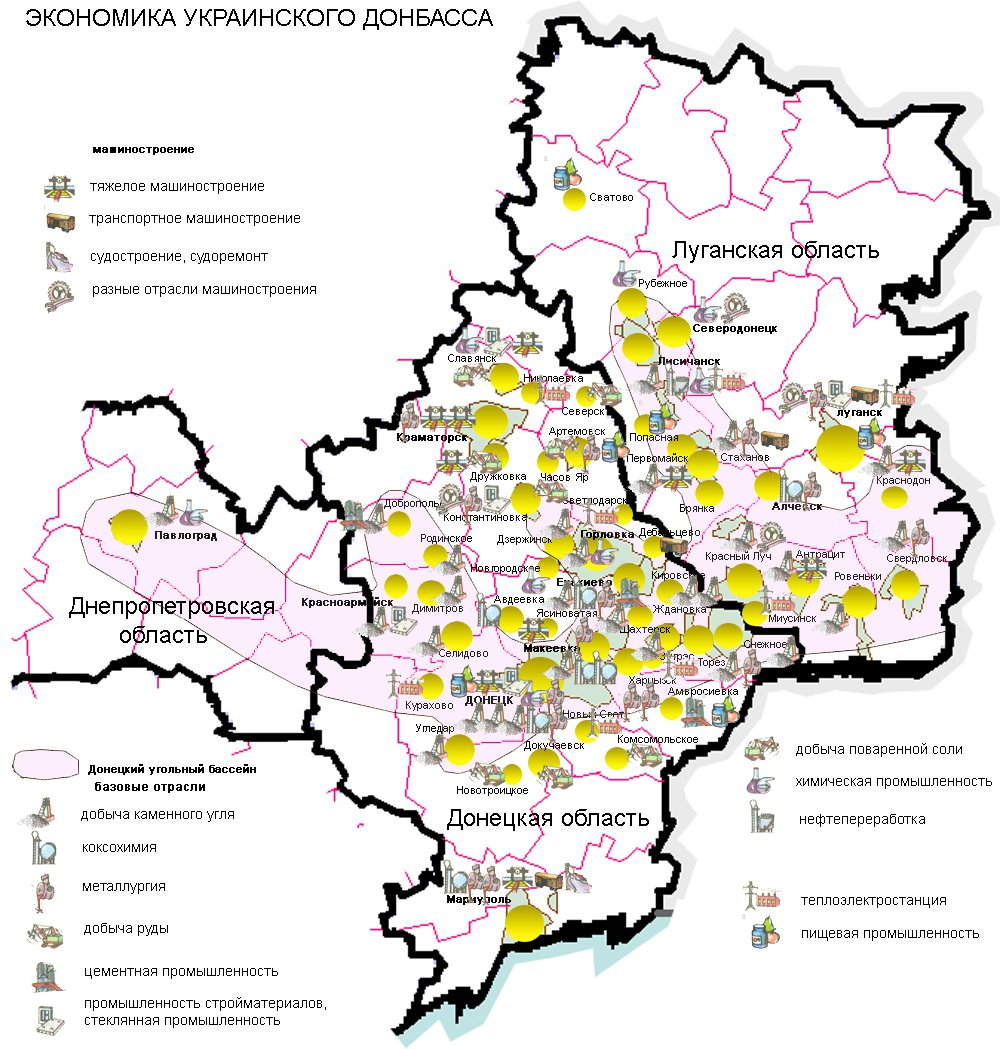
顿巴斯地区经济。

顿巴斯（羅馬化：Donbas，羅馬化：Donbass）是顿涅茨盆地（羅馬化：Donetskyi basein）的混成词，是乌克兰东部一个發達地区。
2014年，區域內親俄勢力成立了頓涅茨克人民共和國和盧甘斯克人民共和國，並脫離烏克蘭政府實際管理。2022年俄羅斯發起侵烏戰爭後，頓巴斯區域内的兩共和國在俄羅斯組織的公投中宣佈加入俄羅斯聯邦主體，因此現如今頓巴斯地區事實上由烏克蘭和俄羅斯分別控制。

## 地理
顿巴斯地区跨越乌克兰2州：顿涅茨克州中部、北部、盧甘斯克州南部。最大城市顿涅茨克常被认为是顿巴斯非正式首府。此處有著集合了水力能源、沿海的地利與礦產開發的優勢，这个地区名称来自于19世纪此处顿涅茨河流域发现煤矿，即使是在天然資源豐富、國土選擇廣袤的俄羅斯帝國，顿巴斯也是這其中最上等少見的聚寶盆之一。隨後此地區憑藉著自身優厚的條件，在蘇聯期間發展成為聯盟中最發達與精華的重鎮。

## 歷史
1676年这里有了最早城镇，1721年这里发现大量煤矿，成就了它直到20世纪中期繁荣。顿巴斯地区有时也包括邻近位于俄罗斯罗斯托夫州。那里有时也被称为“俄罗斯顿巴斯”，但罗斯托夫的经济、社会影响力要比乌克兰的部分小得多。俄罗斯内战期间，这里是红军、白军争夺主要战场之一。
苏德战争期间一樣作為兵家必爭之地，这里发生了顿巴斯战役。苏联解体后，这里是乌克兰领土。2014年2月21日，乌克兰亲俄总统維克多·費奧多羅維奇·亞努科維奇被亲欧盟示威者驱逐下台，离开首都基辅之后，位于顿巴斯2州親俄分子在未经乌克兰政府批准的情况下，自行组织全民公投，分别成立頓涅茨克人民共和國、盧甘斯克人民共和國，并于2014年5月24日聯盟而成立新俄羅斯聯邦，2015年解散，目前仍持續顿巴斯战争。
2022年2月，俄羅斯正式承認兩共和國是獨立實體，並派遣俄軍進入兩共和國。2022年9月，俄羅斯在包括頓巴斯地區兩共和國在内的烏克蘭占領區當中舉行入俄公投，隨即宣佈這些地區成爲俄聯邦主體的一部分，但國際社會仍普遍承認頓巴斯地區主權完全為烏克蘭所有，俄羅斯此舉也并未讓烏克蘭方面停止奪回此處的攻勢。

## 经济

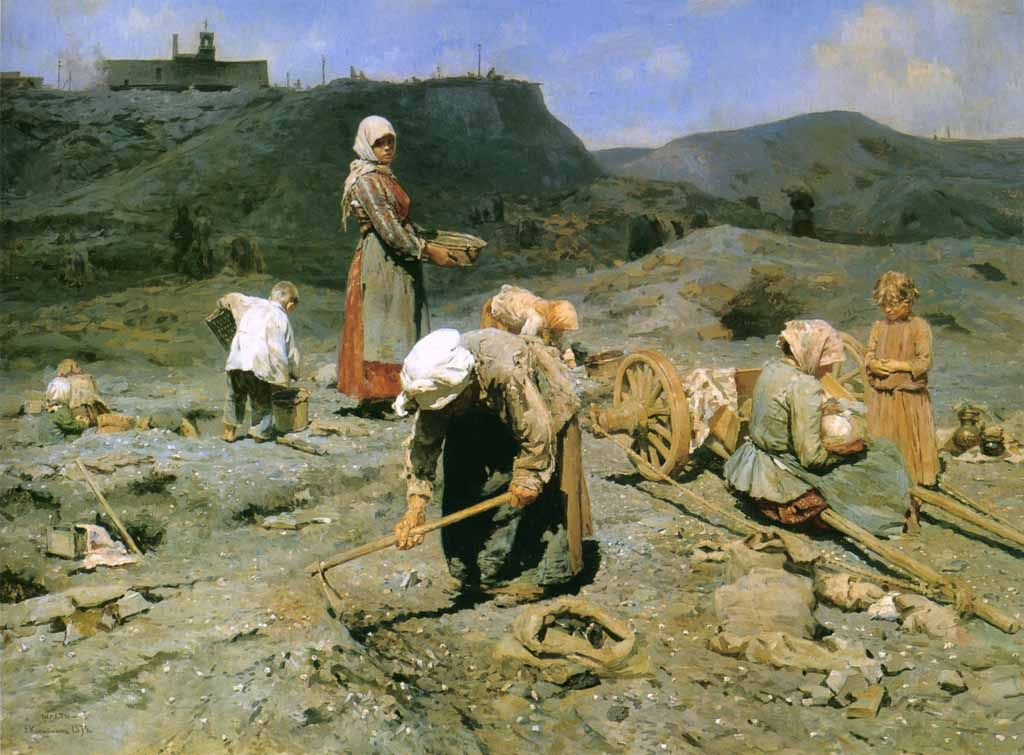
1894年油画：贫穷采煤工。

顿巴斯以重工业为主，如煤炭开采、冶金行业。该地区名字来源于“顿涅茨煤炭盆地”（烏克蘭語：Донецький вугільний басейн）缩写。尽管自20世纪70年代以来，顿涅茨每年的煤炭开采量有所下降，但顿巴斯仍然是一个重要煤炭产地。顿巴斯是乌克兰最大煤矿之一，估计有600亿吨煤炭储量。顿巴斯的煤矿开采深度很深。褐煤开采在地表以下约600（2,000英尺）处进行，而更有价值的无烟煤和烟煤开采则在地下约1,800（5,900英尺）处进行。在2014年4月顿巴斯战争爆发之前，顿涅茨克、卢甘斯克2州共生产了乌克兰30%出口产品。顿巴斯其他工业包括高炉、炼钢设备、铁路货车、金属切割机床、隧道掘进机、农业收割机、耕作系统、铁路轨道、采矿车、电力机车、军用车辆、拖拉机、挖掘机。该地区还生产家用洗衣机、冰箱、冰柜、电视机、皮鞋、香皂等消费品。超过一半产品用于出口，其中22%出口至俄罗斯。2017年3月中旬，乌克兰总统波罗申科签署了一项临时禁令，禁止货物进出所谓顿涅茨克人民共和国、卢甘斯克人民共和国控制领土，这意味着自那以后乌克兰不再从顿巴斯地区购买煤炭。